# Bartl Gensbichler
Bartl Gensbichler (ur. 9 września 1956 r.) – austriacki narciarz alpejski. Nie startował na żadnych igrzyskach olimpijskich ani mistrzostwach świata. Najlepsze wyniki w Pucharze Świata osiągnął w sezonie 1976/1977, kiedy to zajął 32. miejsce w klasyfikacji generalnej.

## Sukcesy

### Puchar Świata

#### Miejsca w klasyfikacji generalnej
- 1975/1976 – 53.
- 1976/1977 – 32.
- 1977/1978 – 34.

#### Miejsca na podium
1. Heavenly Valley – 13 marca 1977 (zjazd) – 1. miejsce